# ميمند (غناباد)
مدن أُخرى باسم ميمند أُنظر ميمند (توضيح)

ميمند (بالفارسية: میمند) هي قرية تقع في قسم جزين الريفي في إيران. يقدر عدد سكانها بـ 25 نسمة بحسب إحصاء 2016.